# طريق بيرتا بنز التذكارية

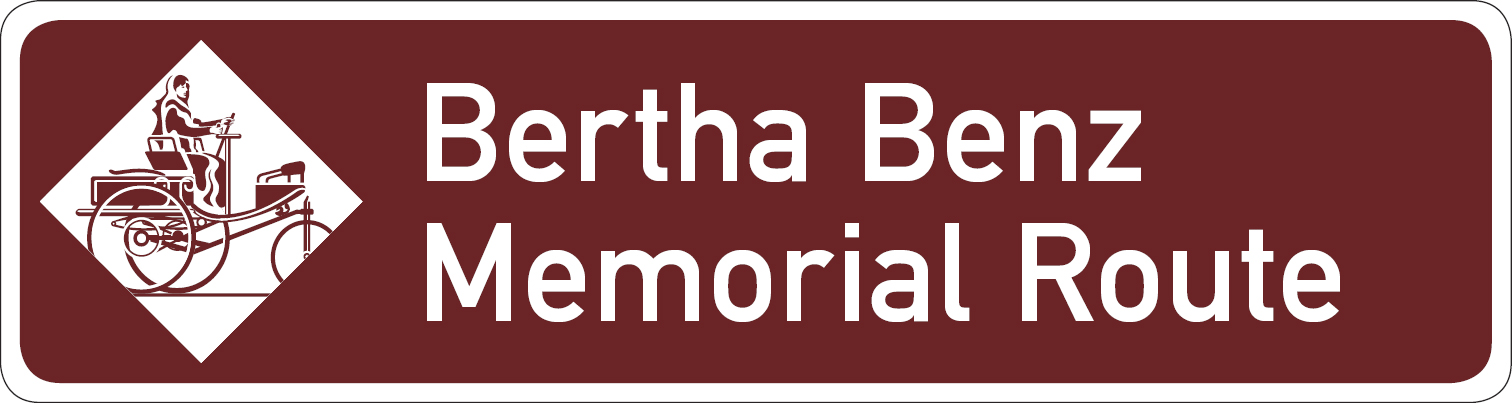
تحرير طريق بيرتا بنز التذكارية

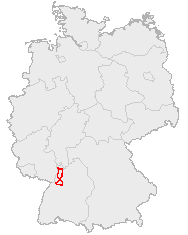
خريطة ألمانيا موضح عليها مسار إحياء تراث التراث الرسمي لرحلة بيرتا عام 1888

طريق بيرتا بنز التذكارية (Bertha Benz Memorial Route) طريق سياحية ألمانية في ولاية بادن-فورتمبيرغ ، تشكل جزءاً من طريق التراث الصناعي الأوروبي. بافتتاحها في عام 2008 تكمن الجميع من تتبع مسار أولى رحلات المسافات طويلة عبر السيارة في العالم سنة 1888 والتي قامت بها بيرتا بنز رفقة إبنيها لتصبح حديث العالم .

## التاريخ
في عام 1886 اخترع كارل بنز السيارة بمدينة مانهايم الألمانية ، إلا أن أحداً لم يرغب في شراءها.
في أوائل آب أغسطس سنة 1888 وبدون علم زوجها ، ساقت بيرتا بنز وابنيها يوجين وريتشارد ذوي الرابعة عشرة والخمسة عشر عاماً إحدى سيارات البنز المصنوعة حديثاً من مانهايم إلى بفورتسهايم ، ليصبحوا أول أشخاص يقودون سيارة لمدى أكثر من مسافة قصيرة جداً ، حوالي 104 كيلومترا (64 ميلا). كانت المسافات المقطوعة قبل هذه الرحلة التاريخية قصيرة ، ومجرد محاولات مع مساعدين ميكانيكيين.
رغم أن الغرض الظاهري لهذه الرحلة كان زيارة والدتها ، كان لدى بيرتا بنز دافع آخر : لتظهر لزوجها الرائع - الذي لم يضع في الاعتبار على نحو كاف تسويق اختراعه - أن السيارات ستحقق نجاحاً من الناحية المالية بعد أن تبين فائدتها لعامة الناس .

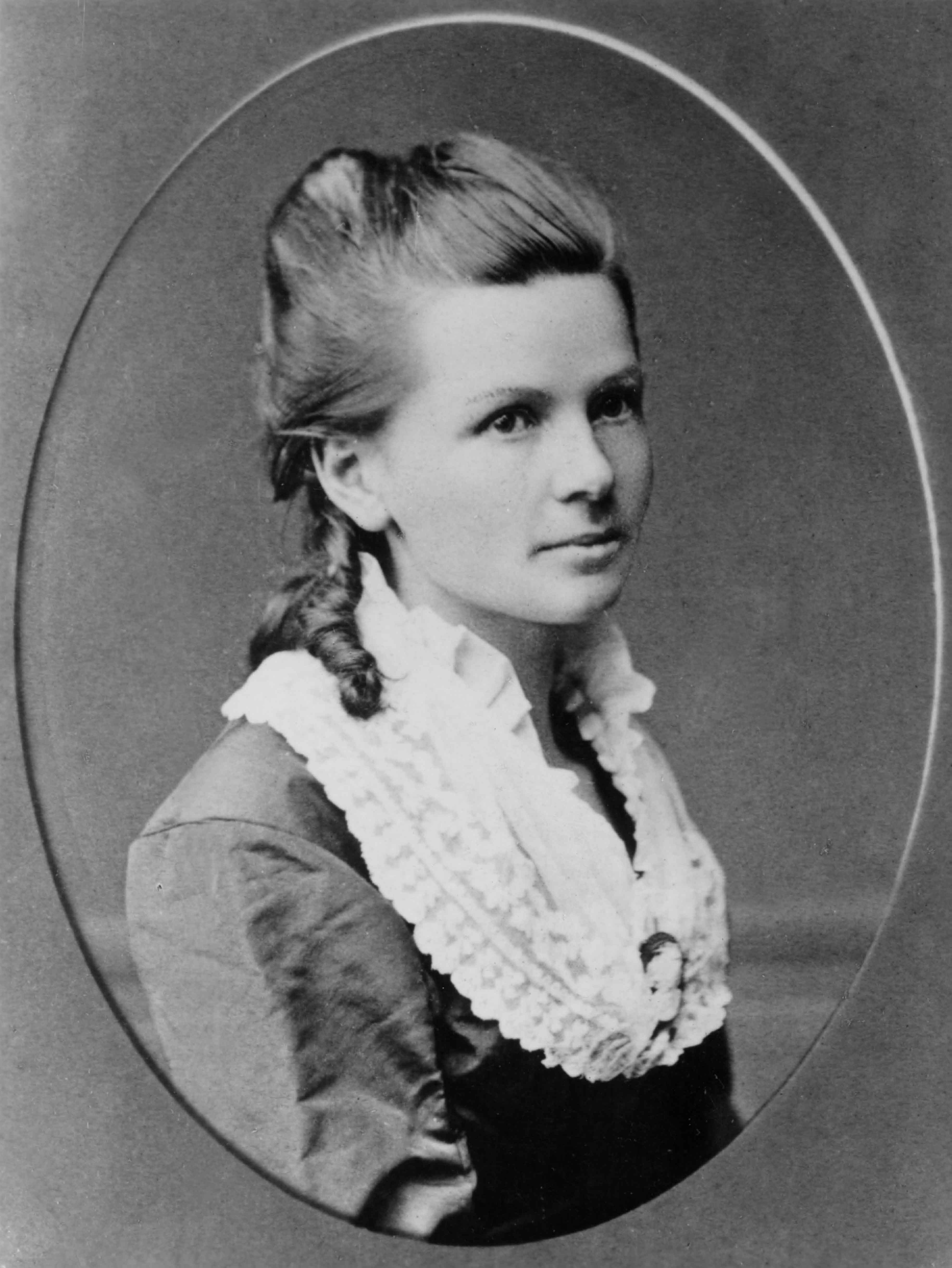
بيرتا بنز (1849 - 1944)

حلت العديد من المشاكل على الطريق . كان عليها أن تجد بترول الأثير (Ligroin) وهو منظف متوفر فقط لدى الصيدليات ، لتستخدمه وقوداً . وبالتالي فإن ستات - أبوتيكي (مدينة الصيدلة) موجودة حتى الآن في فيسلوخ بضعة كيلومترات جنوب هايدلبيرغ أصبحت أول محطة وقود في العالم . ساعدها حدّاد على رأب سلسلة في بروخسال. استبدلت بطانات الفرامل في باوشلوت / نويلنغن شمال بفورتسهايم. واضطرت بيرتا بنز لاستخدام مشبك شعر طويل ومستقيم لتنظيف أنابيب الوقود المسدودة ، كما عزلت سلكاً بواسطة رباط جورب .
غادرت بيرتا وابناها مانهايم قرب الفجر ووصلت بفورتسهايم حوالي بعد الغسق ، مخطرين كارل برحلتهم الناجحة عبر برقية. وعادوا إلى مانهايم بعد ثلاثة أيام.
على طول الطريق ، كان العديد من الناس خائفين من السيارة وراجت حكاية الرحلة رواجاً كبيراً - كما خططت. كانت الرحلة مفيدة جداً لكارل بنز ، وكان قادرا على إدخال تحسينات عدة بعد أن أعلمته زوجته عن كل ما حدث على طول الطريق - وأدلت باقتراحات هامة ، كإدخال ترس إضافي لصعود التلال.

## الهيئة المسؤولة
في عام 2007 أسست مبادرة لا تهدف للربح بقيادة ادغار وفراوكي ماير جمعيتي طريق بيرتا بنز التذكارية ونادي بيرتا بنز التذكاري ، للاحتفال ببيرتا بنز وريادتها في الفعل التاريخي.
يوم 25 فبراير ، 2008 ، اعتبرت السلطات الألمانية طريق بيرتا بنز التذكارية رسمياً بوصفها سياحية ذات المناظر الطبيعية الخلابة ، ونصباً دينامياً بطول 194 كم من الثقافة الصناعية الألمانية.

## مناظر
- مانهايم: قصر مانهايم، لويزنبارك، برج المياه
- لادنبورغ: متحف سيارات الدكتور كارل بنز ، وبيت أسرة بنز ، والمدينة القديمة
- هايدلبيرغ: قلعة هايدلبيرغ، المدينة القديمة ، الجسر القديم
- فيسلوخ: أول محطة تعبئة في العالم ، (مدينة الصيدلية)
- بروسكال: قصر بروسكال
- بفورتسهايم: متحف المجوهرات ودار الصناعة
- بريتن: منزل فيليب ملانكتون بالقرب من دير ماولبرون (مواقع التراث العالمي لمنظمة اليونسكو) ، من الطلاب : يوهانس كيبلر وفريدرش هولدرلين ، هرمان هيسه
- هوكنهايم: متحف لرياضة السيارات في حلبة هوكنهايم، حلبة هوكنهايم
- شفيتسنغن: قصر شفيتسنغن

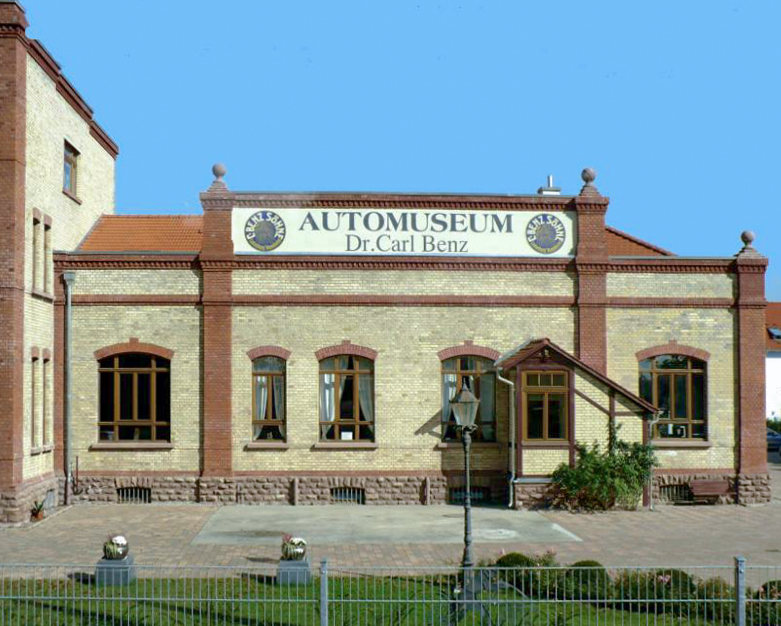
متحف د. كارل بنز ، لادنبورغ
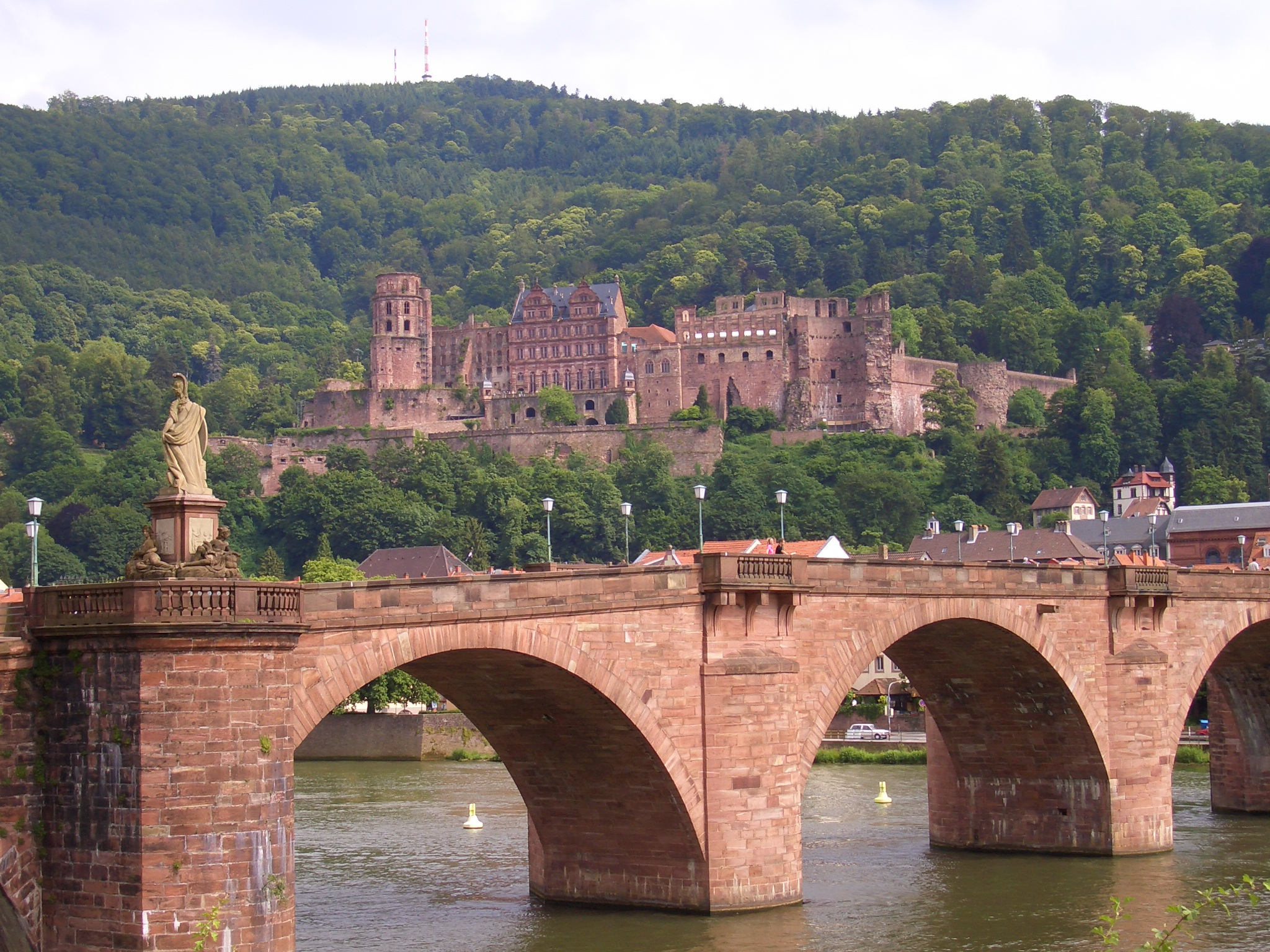
القلعة والجسر القديم ، هايدلبيرغ
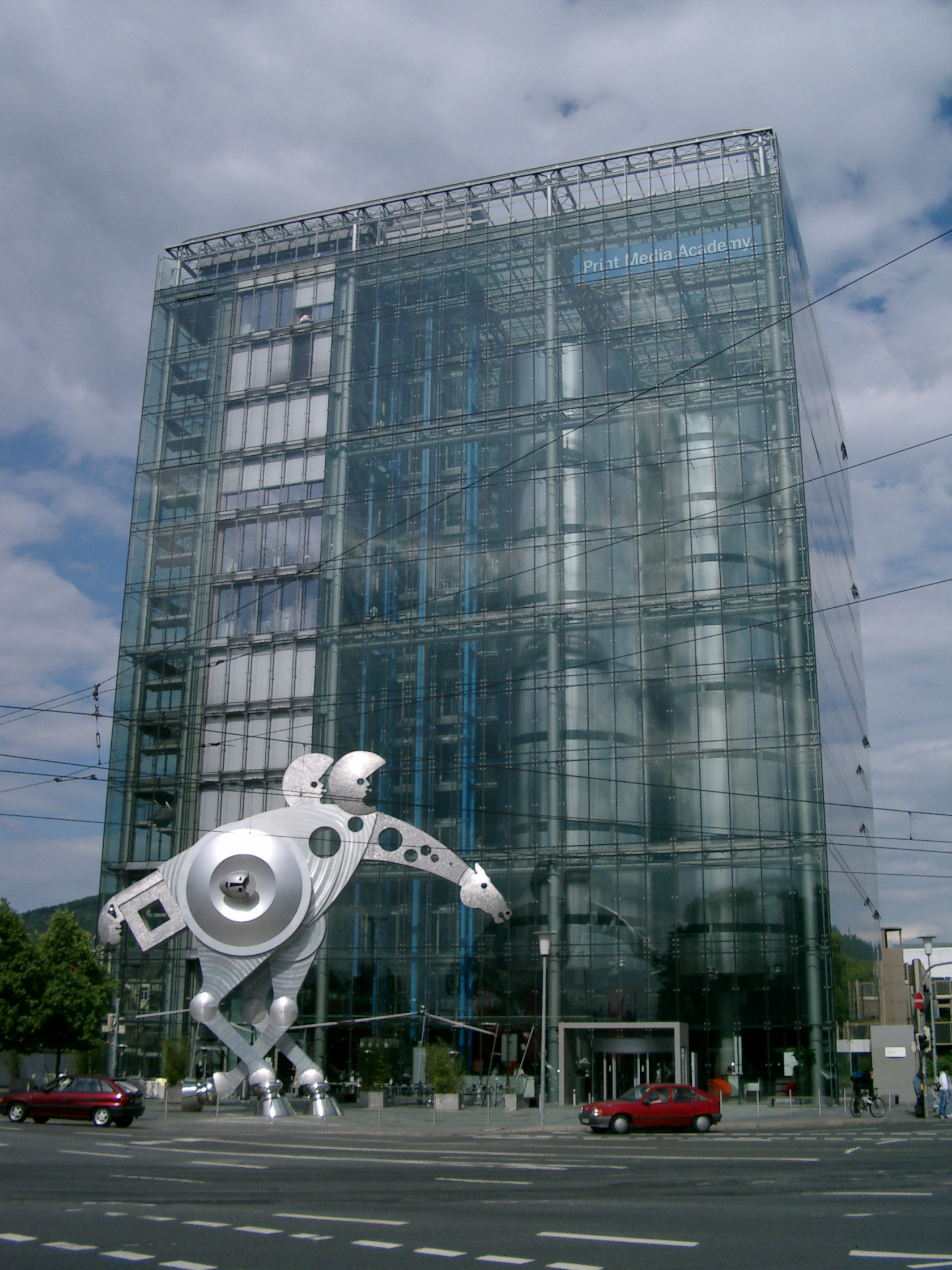
أكاديمية الطباعة المتوسطة ، هايدلبيرغ
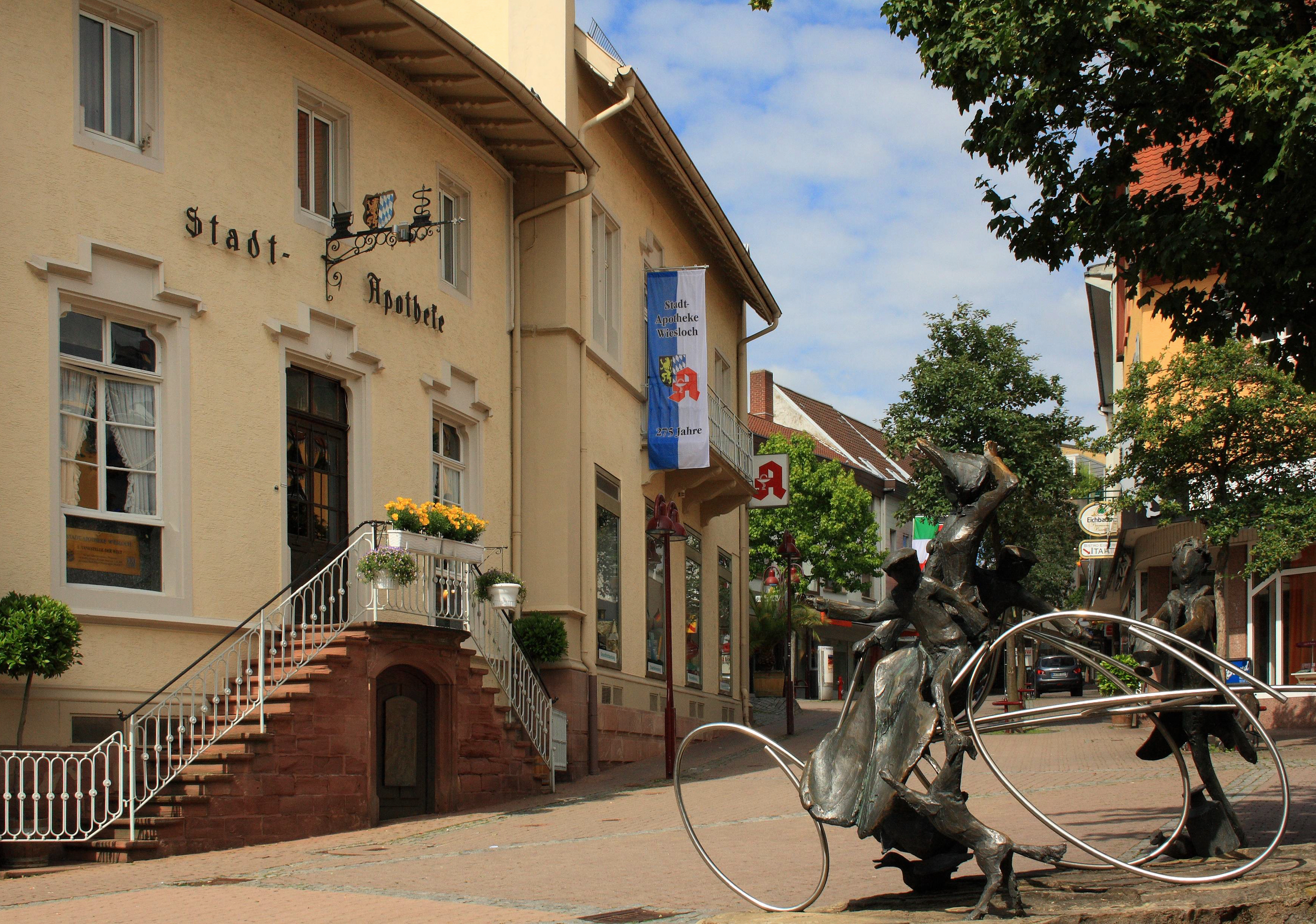
صيدلية المدينة في فيسلوخ ، أول محطة تعبئة في العالم
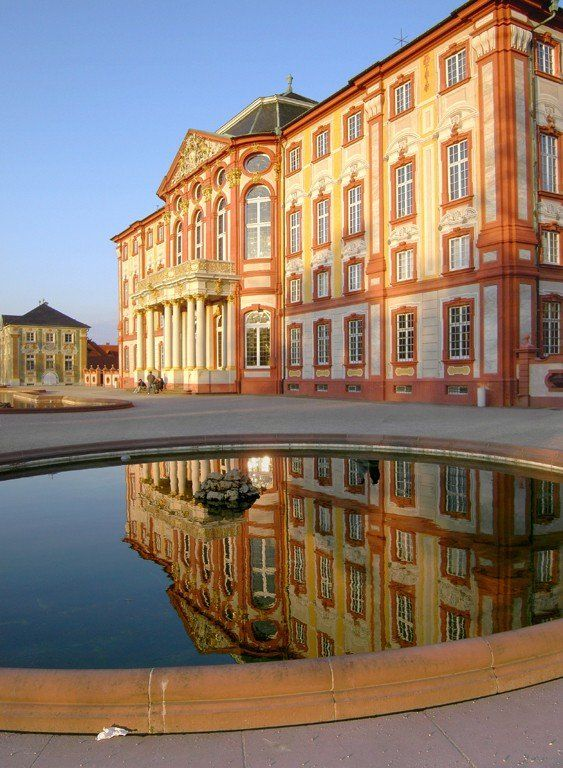
قصر بروسكال
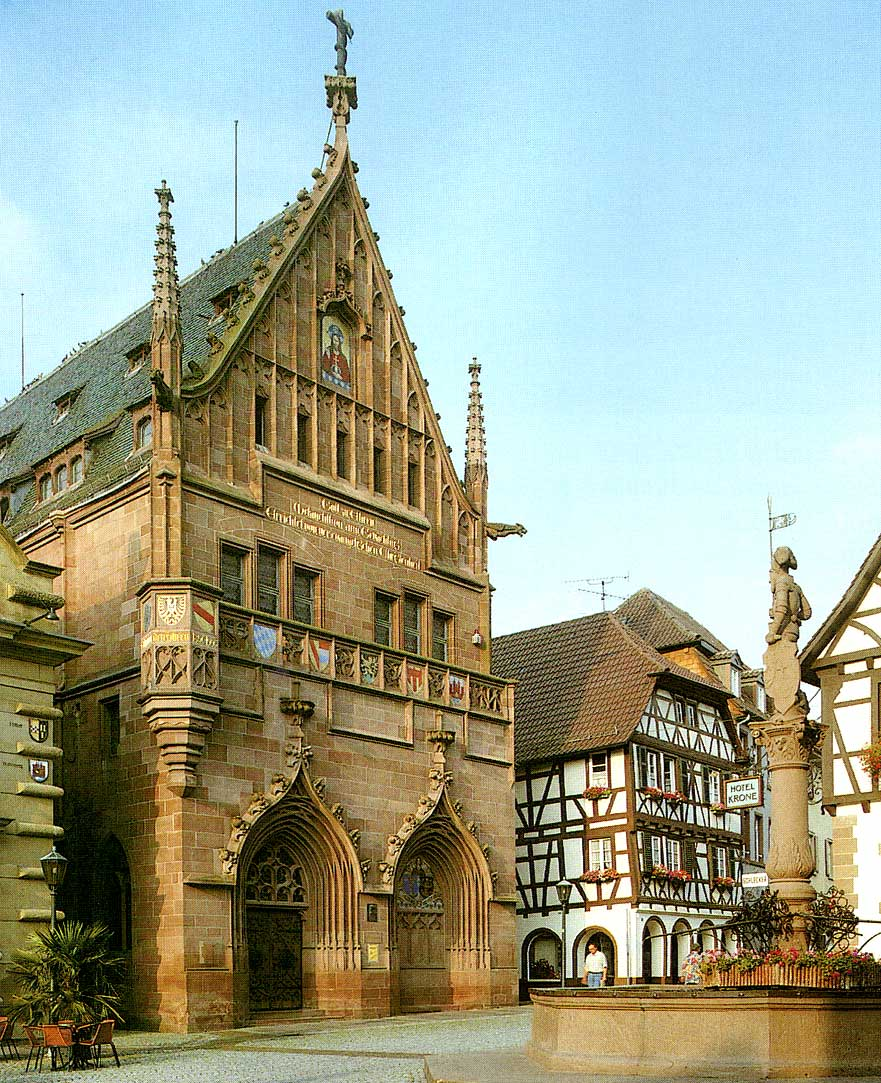
منزل فيليب ملانكتون ، برتن
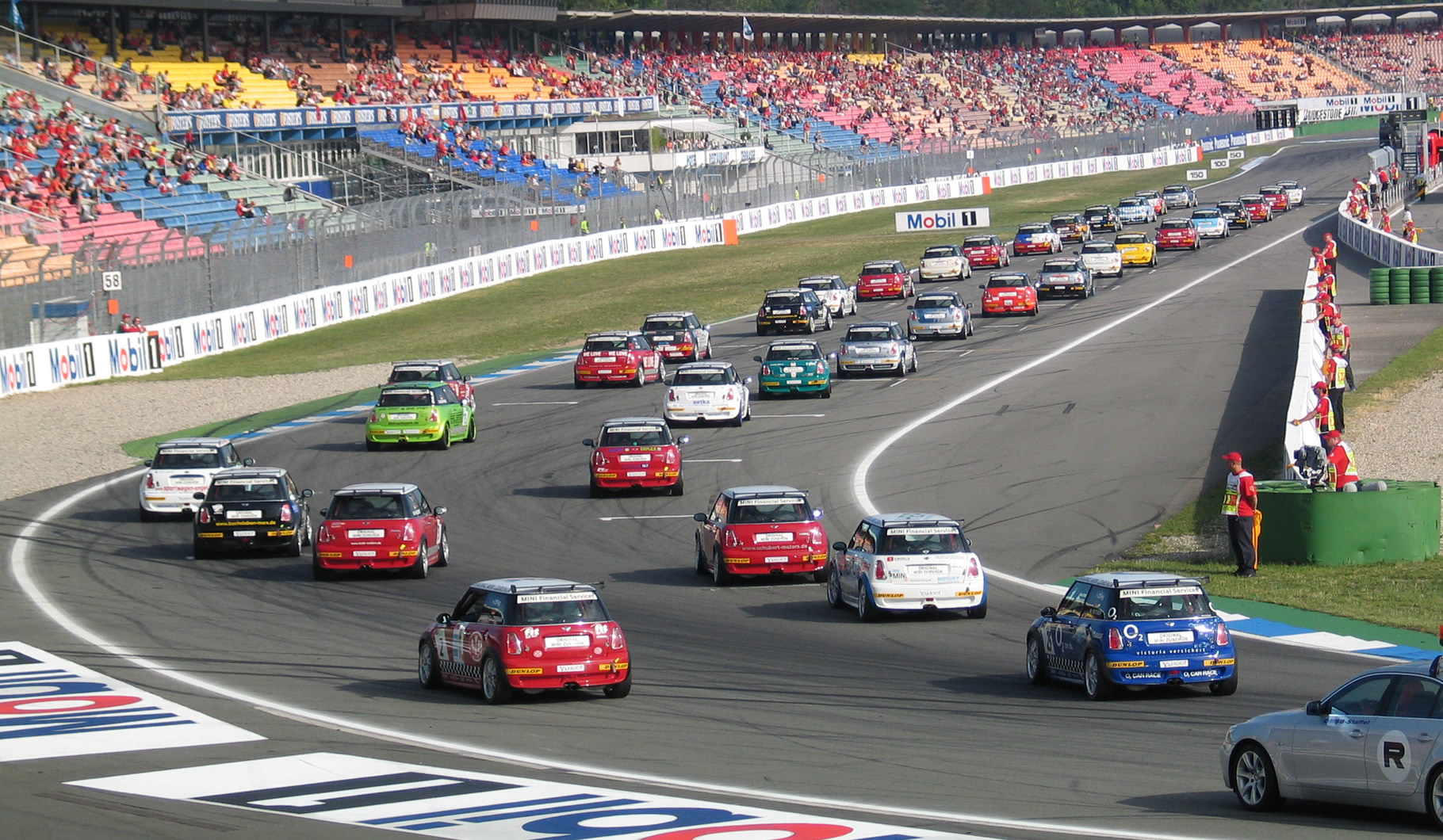
حلبة هوكنهايم
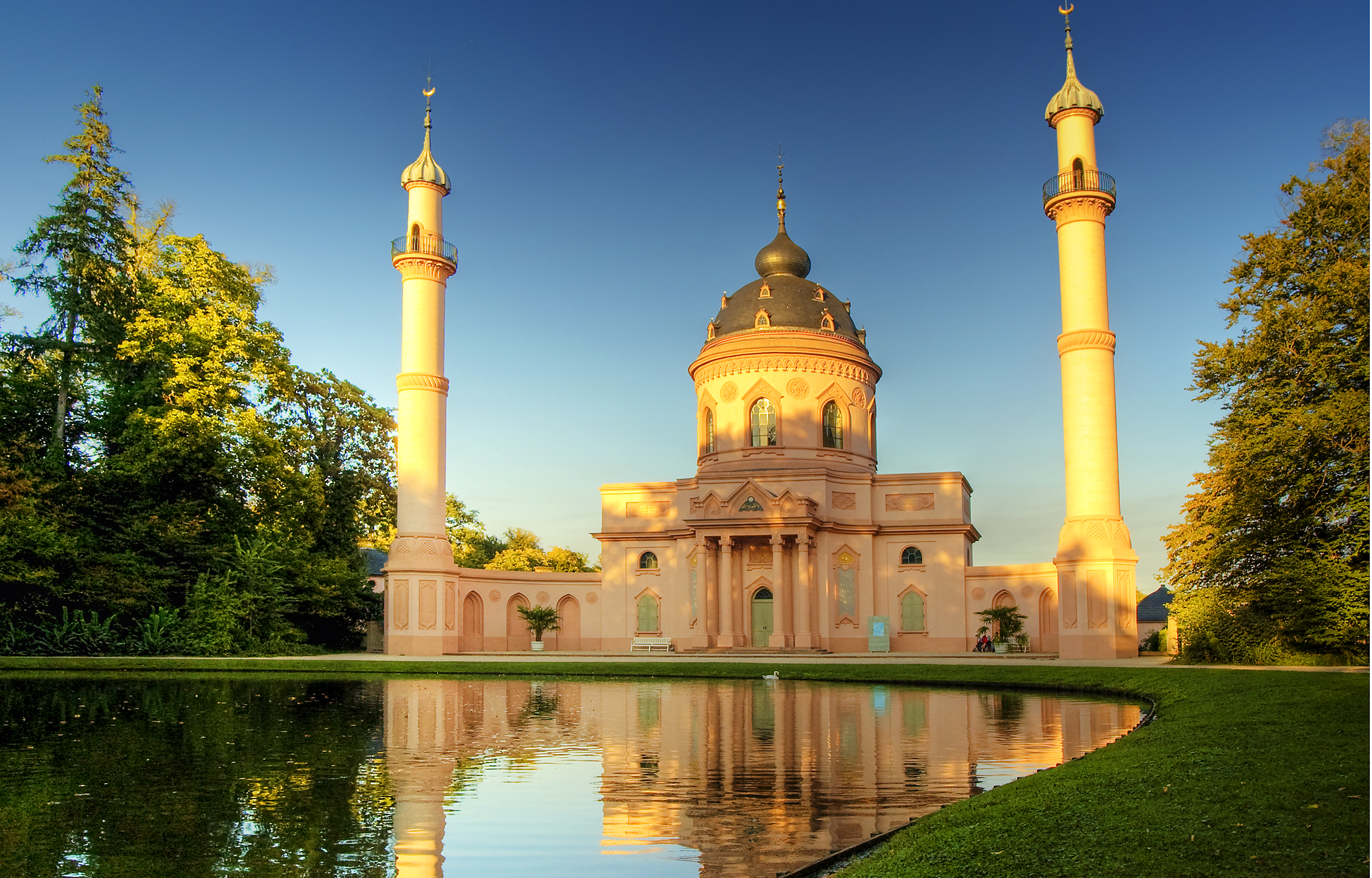
المسجد الأحمر بقصر شفتسينغن